# Каржелари (Тулћа)
Каржелари (рум. Cârjelari) насеље је у Румунији у округу Тулћа у општини Доробанцу. Oпштина се налази на надморској висини од 156 m.

## Становништво
Према подацима из 2002. године у насељу је живело 571 становника, од којих су сви румунске националности.